# Les Rapetou contre le coffre-fort
Rapetou contre coffre-fort ! est une histoire en bande dessinée de Keno Don Rosa. Elle met en scène les Rapetou et le coffre-fort de Picsou à Donaldville. Les héros habituels apparaissent à la fin (Picsou) ou dans une situation humoristique à l'arrière-plan (Donald).
Elle est initialement publiée pour le cinquantenaire de la création de ces bandits et du coffre par Carl Barks à la fin de l'année 1951.

## Synopsis
Grâce à un souvenir de leur grand-père Gracié, les Rapetou retrouvent dans les sous-sols de Donaldville les plans du coffre-fort. Ils y pénètrent ainsi par l'ancien puits et essayent d'atteindre les trésors de Picsou par les conduits d'aération. Mais, leur bêtise et leur spontanéité irréfléchie va les contrarier à tous les étages.

## Fiche technique
- Histoire n°D 2000-191.
- Éditeur : Egmont.
- Titre de la première publication : Angreb på pengetanken (danois),  B-gjengen inntar bingen (norvégien), Meandry architektury (polonais), Ligan möter bingen (suédois).
- Titre en anglais : The Beagle Boys vs. The Money Bin.
- Titre en français : Les Rapetou contre le coffre-fort.
- 17 planches.
- Auteur et dessinateur : Keno Don Rosa.
- Premières publications : Anders And Co (Danemark), Donald Duck & Co (Norvège), Kaczor Donald (Pologne) et Kalle Anka & Co (Suède), n°2001-21, 23 mai 2001.
- Première publication aux États-Unis: Uncle Scrooge n°325, daté janvier 2004.
- Première publication en France : Picsou Magazine n°358, novembre 2001.

Les planches 5 et 6 constituent les plans du coffre-fort. Elles sont dessinés par Don Rosa, avec l'aide d'un architecte, Dan Shane. Le souci du détail de Rosa est donc bien présent, même s'il fait preuve d'autodérision dans la planche 13. Il y fait un bilan de l'exploration par les Rapetou, sans respecter les étages et la réalité des locaux en justifiant par sa fainéantise.